# تام وایت (بازیکن فوتبال، زاده ۱۹۳۹)
تام وایت (انگلیسی: Tom White؛ زادهٔ ۱۲ اوت ۱۹۳۹) بازیکن فوتبال در پست مهاجم اهل اسکاتلند است.

## باشگاهی
از باشگاه‌هایی که در آن بازی کرده‌است می‌توان به باشگاه فوتبال آبردین، باشگاه فوتبال کرو آلکساندرا، باشگاه فوتبال بلکپول، باشگاه فوتبال هارت آف میدلوتیان، باشگاه فوتبال بری، باشگاه فوتبال سنت میرن و باشگاه فوتبال کریستال پالاس اشاره کرد.